# 村越圭佑
村越 圭佑（むらこし けいすけ、1994年3月16日 - ）は、静岡県静岡市出身のバスケットボール選手である。ポジションはスモールフォワード、パワーフォワード。身長195cm、体重100kg。B.LEAGUE・茨城ロボッツ所属。

## 来歴
筑波大学から2016年にアースフレンズ東京Zに加入。
2020年、地元のベルテックス静岡に加入。
2023年、サンロッカーズ渋谷に移籍。

## 経歴
- 福大大濠高 - 筑波大 - 東京Z（2016年-2020年） - 静岡（2020年-2023年） - SR渋谷（2023年 - ）